# Monastère des Bernardins de Loutsk
Cette  cathédrale n’est pas la seule cathédrale de la Sainte-Trinité.
Pour les articles homonymes, voir Bernardin.
Le monastère des Bernardins de Loutsk  est un bâtiment classé de la ville de Loutsk en Ukraine.
Dans les années 1870 l'église fut modifié, en particulier sa façade. 

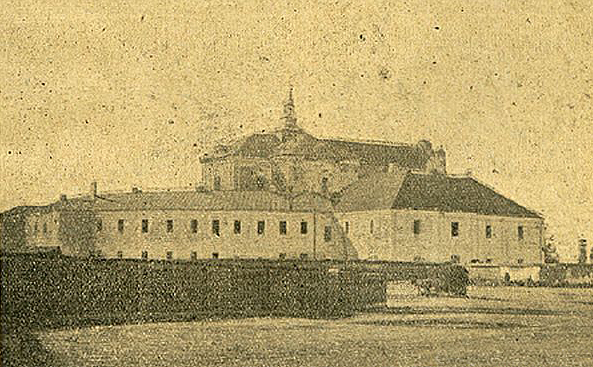
Le monastère en 1870.
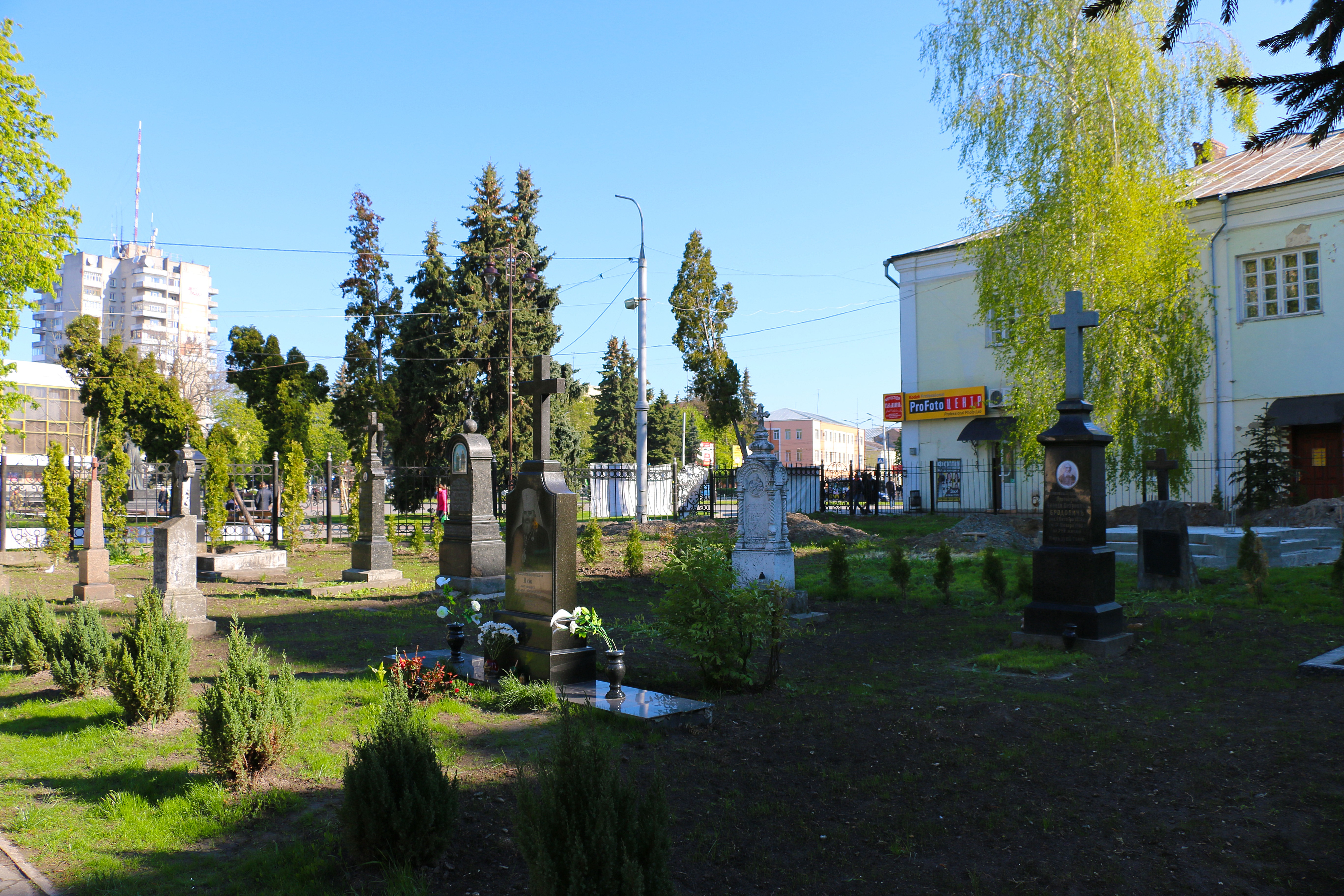
son vieux cimetière classé[1],
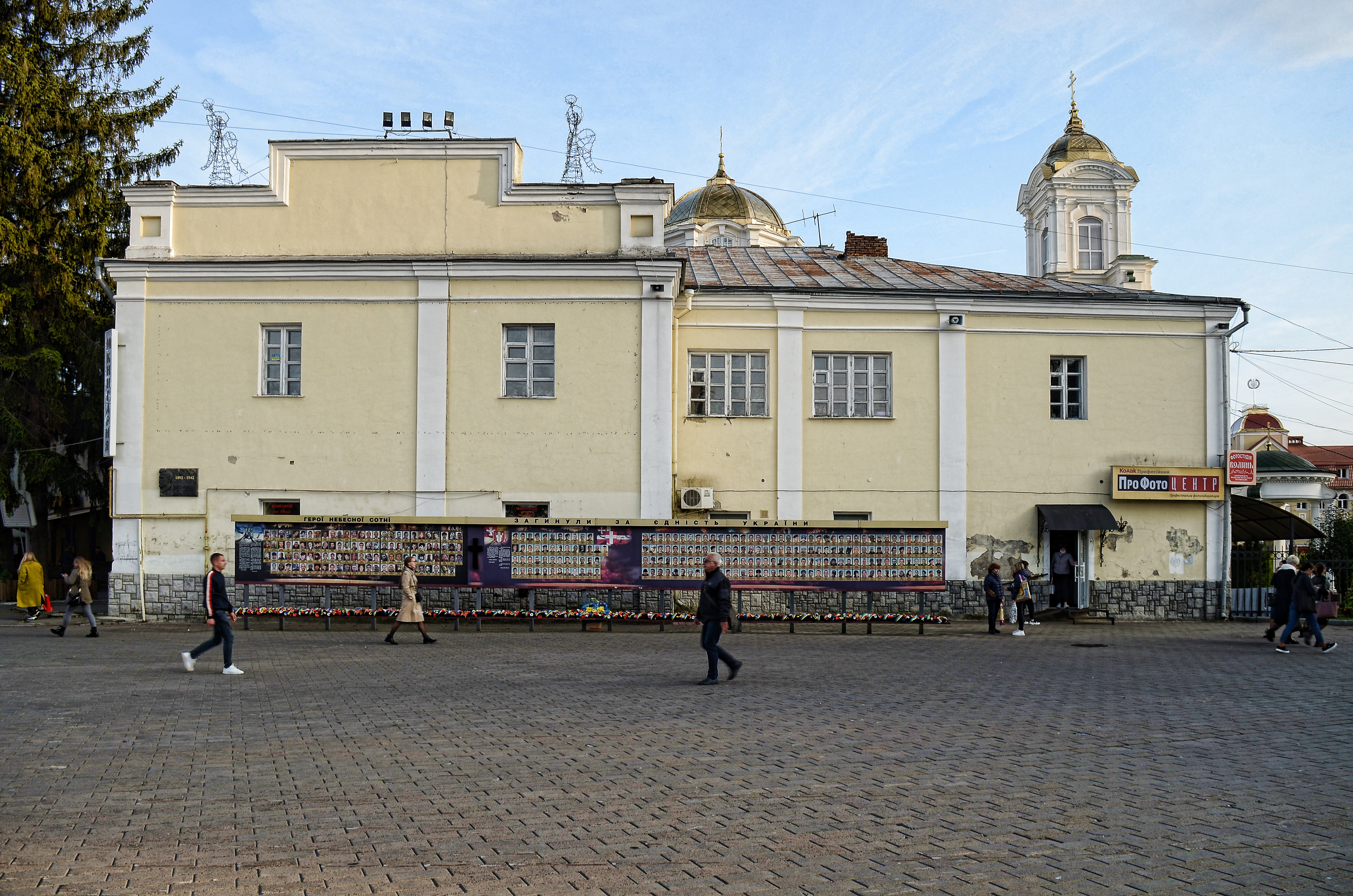
bâtiment monacal.

## La cathédrale
Le monastère est actuellement la cathédrale de la Trinité. Elle bâtie sur un plan de croix latine, sa façade est couronnée par un clocher unique et un dôme se trouve à la croisée des transepts.

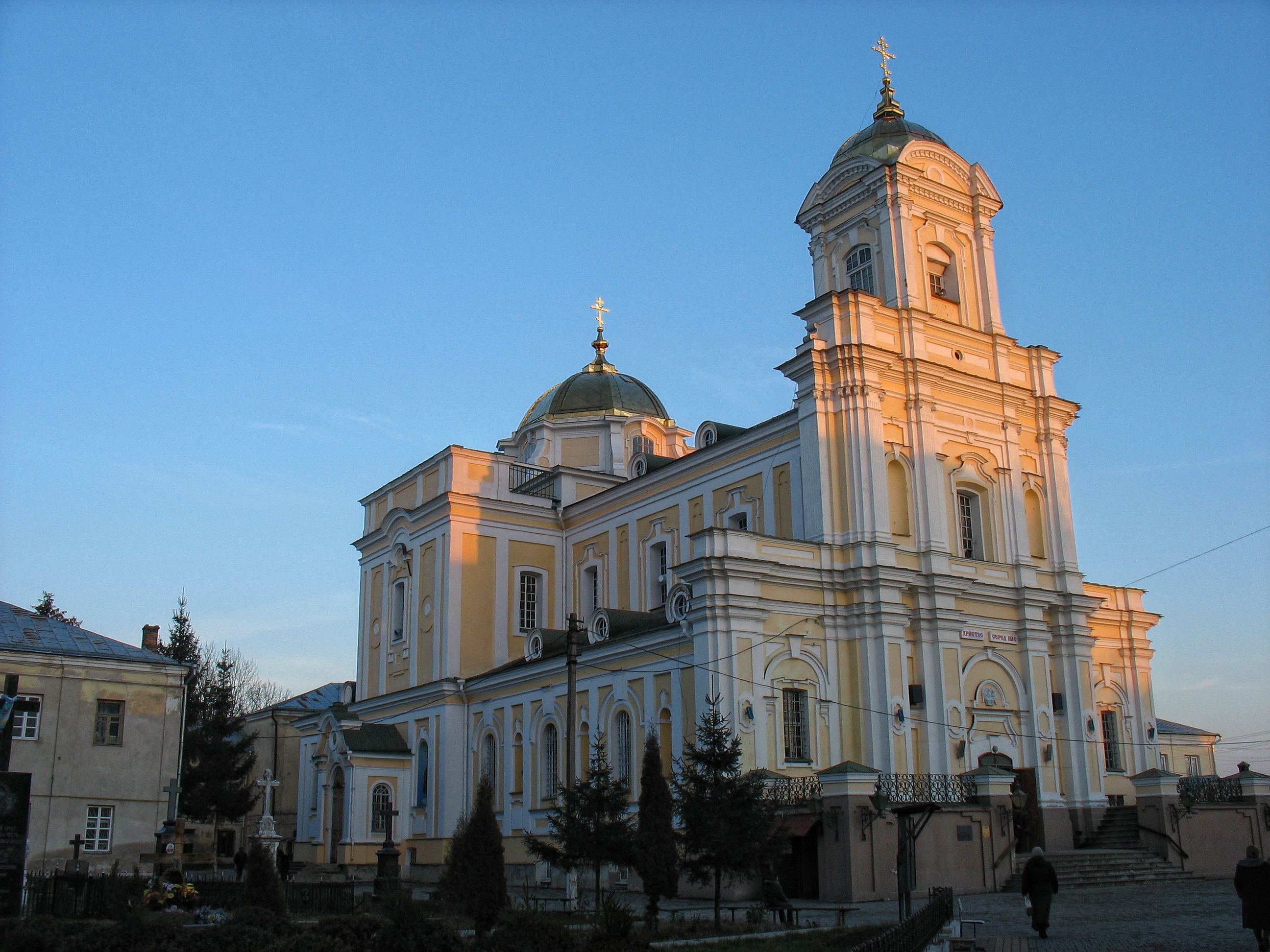
L'église classée
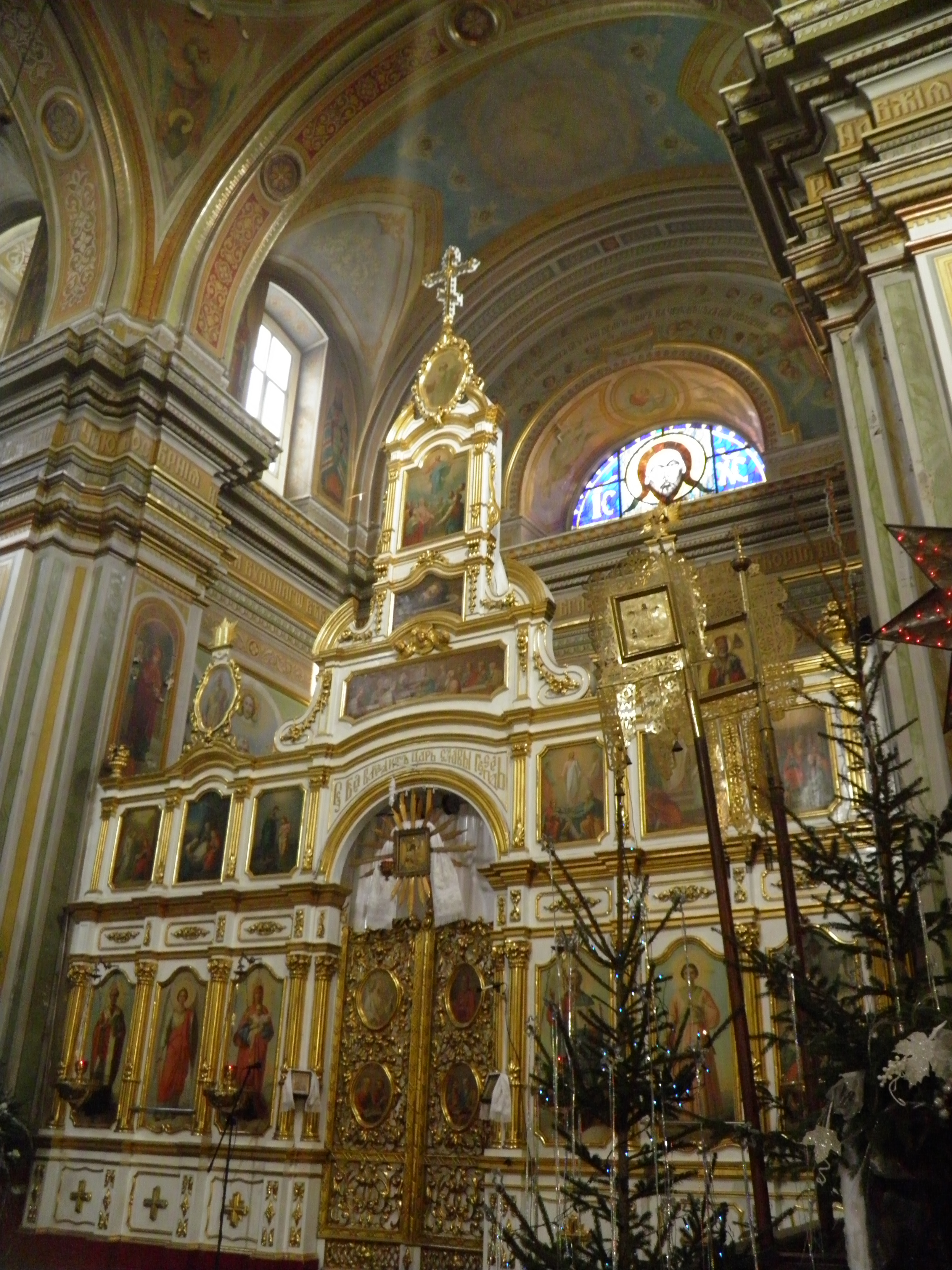
son iconostase,
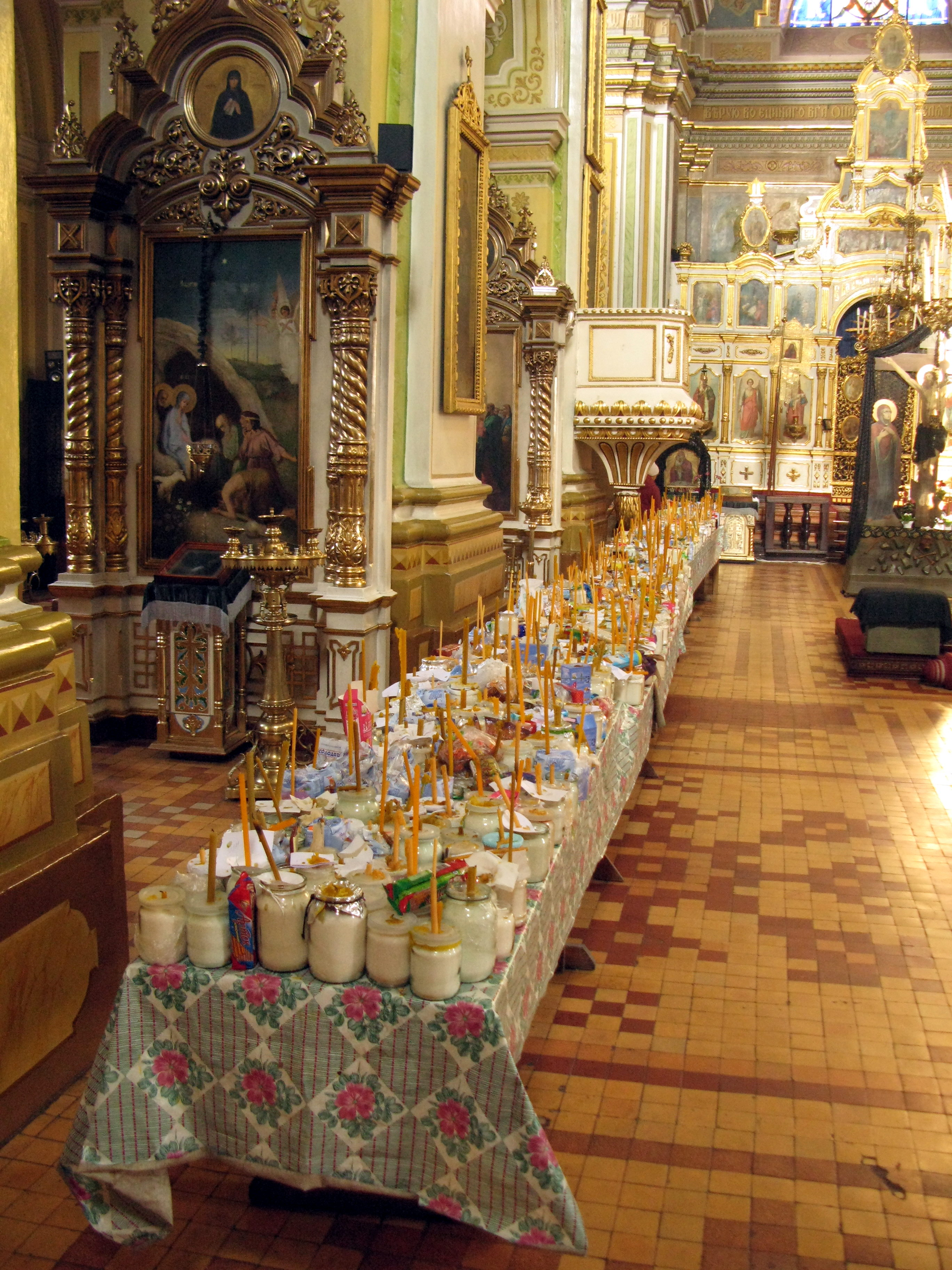
une travée et son autel latéral,
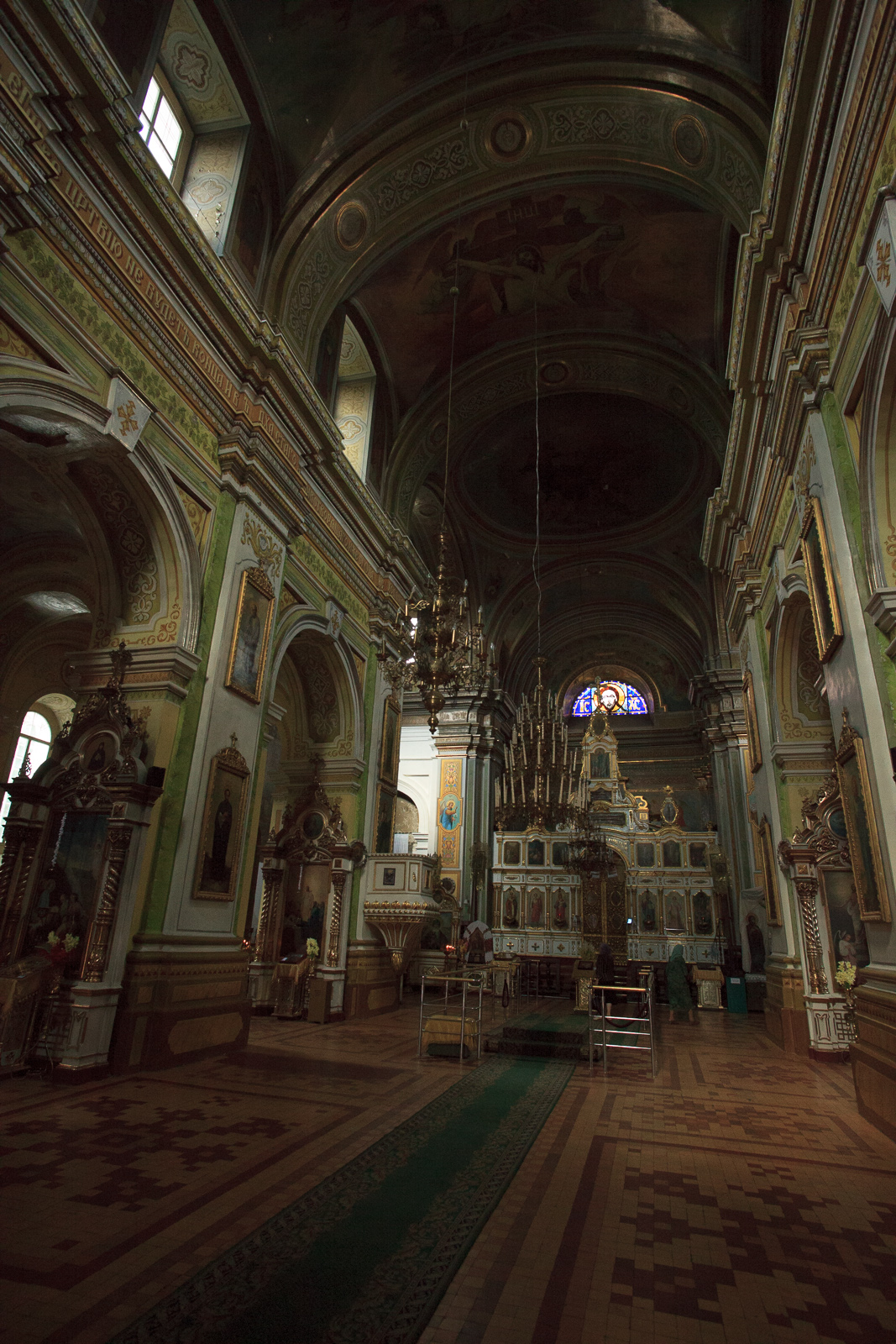
la nef,
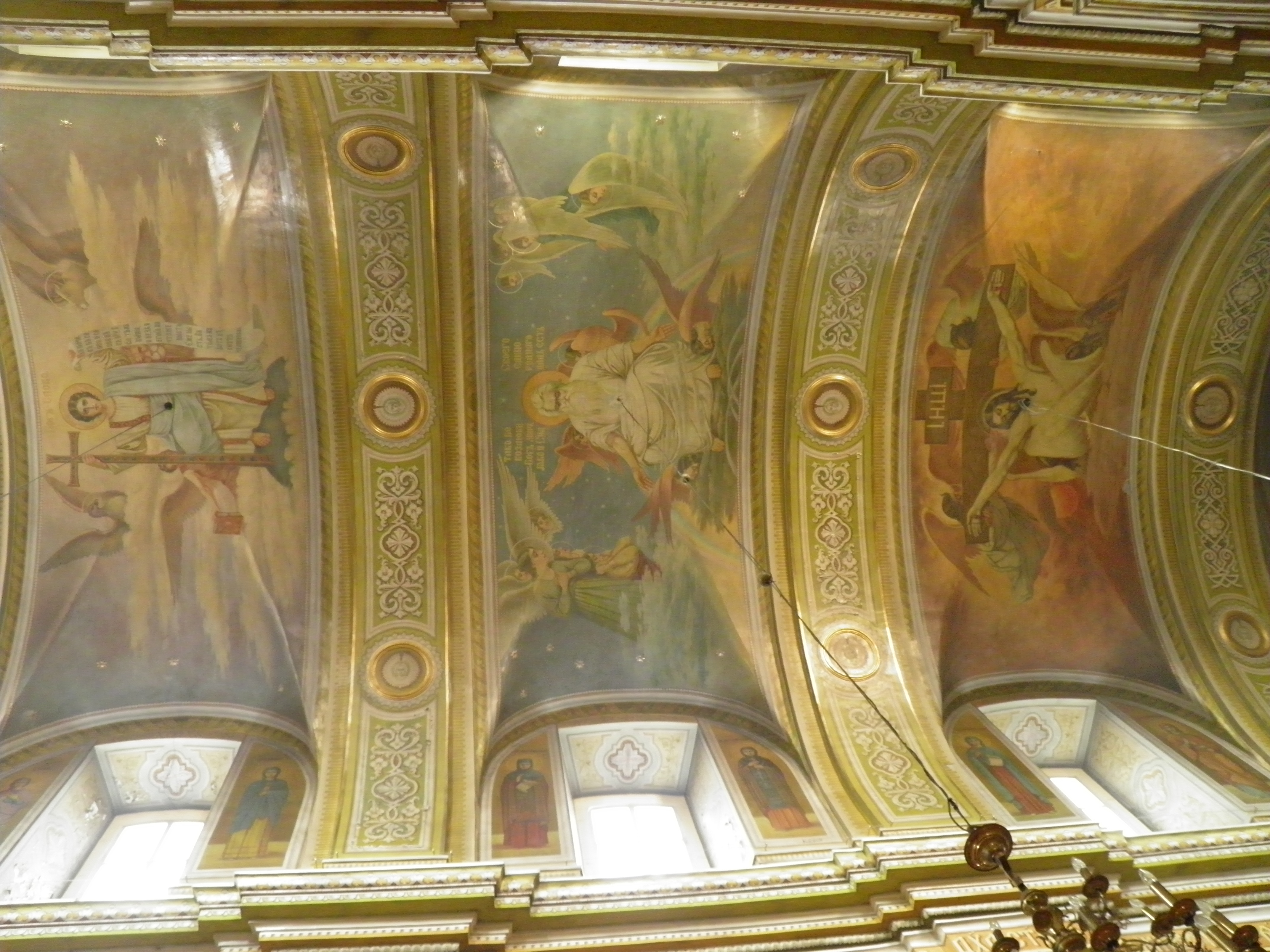
sa voûte,
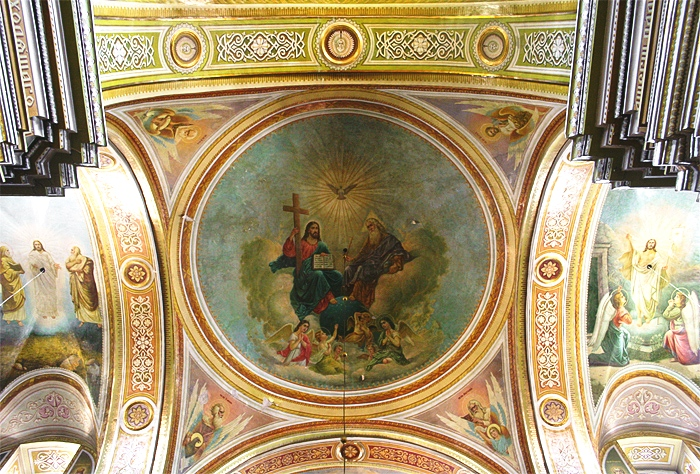
peinture du dôme.